# Route 414 (Terre-Neuve-et-Labrador)
Pour les articles homonymes, voir Route 414.
La route 414 est une route tertiaire de la province de Terre-Neuve-et-Labrador d'orientation ouest-est située dans le nord de l'île de Terre-Neuve, sur la péninsule Baie Verte. Elle est une route faiblement à moyennement empruntée, reliant la route 410 à La Scie, en traversant une région isolée de la péninsule. Elle croise les routes 418, 417, 415 et 416. Route alternative de la 410, elle est nommée La Scie Highway, mesure 54 kilomètres, et est une route asphaltée sur l'entièreté de son tracé.

## Communautés traversées
- La Scie

## Attrait
- Outport Museum